# ベイビーズ

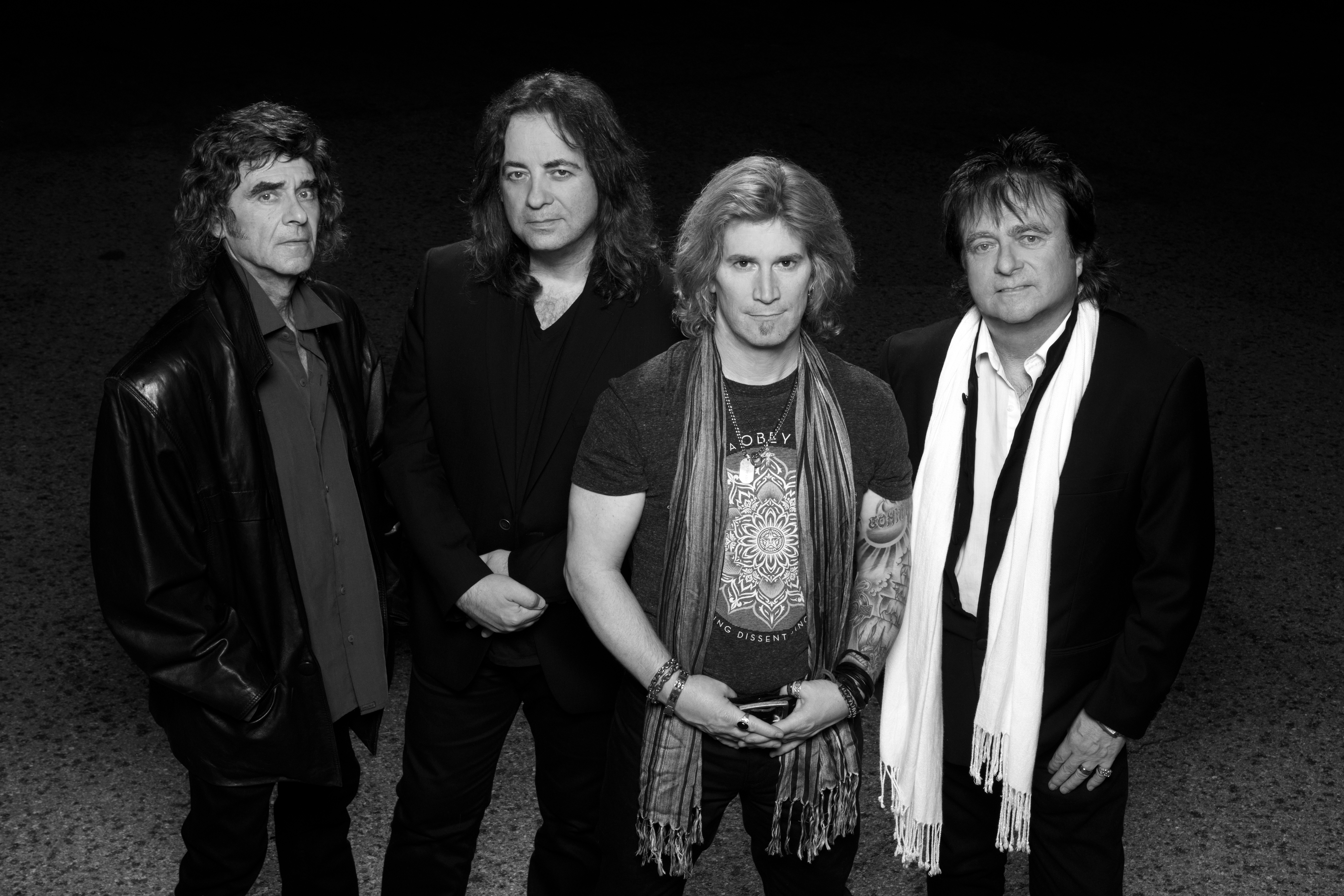
ベイビーズ（2013年）

ベイビーズ（The Babys）は、イギリスのロック・バンド。「愛の出発 (Isn't It Time)」と「ときめきの彼方へ (Every Time I Think of You)」という曲でよく知られている。両曲ともジャック・コンラッドとレイ・ケネディが作曲し、1970年代後半にアメリカBillboard Hot 100で13位、キャッシュボックス・チャートで8位にランクインした。「Back on My Feet Again」も1980年にアメリカのトップ40にランクインしている。ベイビーズのオリジナル・メンバーは、創立メンバーのキーボードでギタリストのマイケル・コービー、そしてグループ加入順に、ボーカリストでベーシストのジョン・ウェイト、ドラマーのトニー・ブロック、ギタリストのウォーリー・ストッカーで構成されていた。
グループは、当時の新人ミュージシャンとしては最高額の契約をクリサリス・レコードと結んだ。スタジオ・アルバム2枚、『ベイビーズ』と『ブロークン・ハート』は好評を博した。1978年に3枚目のアルバム『ヘッド・ファースト』をレコーディングした後、共同創設者のマイケル・コービーに代わってキーボード奏者のジョナサン・ケインが加入し、またリッキー・フィリップスがベーシストを引き継いだ。1978年後半から1981年に解散するまで、ベイビーズのメンバーはボーカルのウェイト、ドラマーのブロック、ベーシストのフィリップス、ギタリストのストッカー、キーボード奏者のケインで構成されていた。

## 起源と名前
創立メンバーのマイク・コービーは、バンドのアイデアの起源は1973年、ロンドンのフラムロードにあるスモールズカフェで、エイドリアン・ミラーと偶然出会ったことだとしている。コービーとミラーは1974年9月4日にマネージメント契約を結び、残りのメンバーを補充するために1974年から1975年にかけてオーディションが行われた。
オーディションを受けたメンバーの中には、マンドレイク・パドル・スチーマーのベーシスト、ポール・リオーダンや、後にモーターヘッドへ加入するドラマーのルーカス・フォックスがいた。彼らの友人の1人、シンガー兼ギタリストのゴードン・ホーティン（別名ゴードン・ロンデル）が、知り合いのジョン・ウェイト（元グラーフ・シュペー/チョーク・ファーム）を推薦。ウェイトはオハイオ州クリーブランドに移住し、ザ・ボーイズというバンドでベースを弾いていたが、コービーの新しいプロジェクトのオーディションを受けるためにイギリスへと戻ってきた。リオーダンは参加を断り、フォックスの代わりにドラマーのトニー・ブロックが採用された。
トニー・ブロックは、ザ・ストライダーやスポンテニアス・コンバスションで演奏した経験のあるロック・ドラマーだった。ザ・ストライダーは財政難を抱えており、財政的に十分な支援のあるグループに加入するチャンスととらえ、このグループへの加入を決めた。
ブロックは、1975年後半に元ドリームポリス/ロングダンサーのキーボード奏者/ギタリスト/ベーシストのマット・アーヴィングを招き入れたが、その後すぐコービーが一時的に脱退した。
最後にメンバーに加わったのは、1976年1月の元ジョイ/ペガサスのギタリスト、ウォーリー・ストッカーだった。コービーが復帰した後、ロンドンのトゥーリー・ストリートでリハーサルが始まり、10曲のデモが作られた。これらの10曲は、後の1978年にNEMSレコードから『The Babys』として初めてリリースされた（その後、2006年に『The Official Unofficial BABYS Album』として再発）。しかし、次に脱退したのはアーヴィングだった（最終的にマンフレッド・マンズ・アース・バンドへ参加）。
1975年後半、エイドリアン・ミラーのガールフレンドが「The Babys」を提案し、この珍しい綴りが定着した。コービーは「愚かな批評家たちを怒らせる」という理由でこの名前を気に入っていた。
1979年の『ヒット・パレーダー』誌のインタビューで別のバージョンが浮上。ウェイトが次のように主張した。

「この名前は冗談のつもりだった。レコード会社がロックンロールのバンドを聴こうとしなかったから、この名前を選んだんだ。思うに、彼らは確実に売れるティーンや、プレティーン向けのバンドを欲しがっていた。レコード契約を得るために我々のバンドを聴きに来てくれる人が誰もいなかったので、我々はベイビーズと名乗ったんだ。この名前を2週間だけ使おうと思っていた。その後、ロンドンでベイビーズというロックンロールを演奏しているバンドがいるという噂が広まったし、とても風変わりで、完全にクレイジーに思えたので、挑戦してみる価値はあった。みんなのユーモアのセンスに本気で訴えかけたということさ」。

ミュージック・ビデオがマイク・マンスフィールドによってテレビ番組『Supersonic』のために制作され、クリサリス・レコードが1976年7月にバンドと契約した。

## 略歴
『ベイビーズ』の名を冠した最初のアルバム（シングル「恋のチャンス (If You've Got the Time)」が目玉）は、カナダのオンタリオ州トロントで、ブライアン・クリスチャンとボブ・エズリンをプロデューサーに迎えて録音され、1976年12月にリリースされたが、ミラーとコービーは制作とミックスに満足していなかったという。
1977年、バンドは24トラックのモバイル・ユニットを購入し、音楽を録音した。彼らはマリブ山脈の牧場に行き、6週間でトラックを録音した。しかし、レコード・スリーブには、南カリフォルニアの有名なサウンド・シティで録音されたと書かれている。曲に影響を与えたのは、ロサンゼルスでの最初の1年と、そこへの移住によるカルチャー・ショックである。
2枚目のアルバム『ブロークン・ハート』（1977年9月発売）はロン・ネヴィソンのプロデュースで、ビルボード・チャートで13位を記録した「愛の出発 (Isn't It Time)」（ジャック・コンラッドとレイ・ケネディ作曲）が全米トップ20ヒットとなった。この曲は、自分たちの楽曲だけを演奏するというグループの希望からの脱却となった。マイク・ジャップやチャス・サンドフォードの「A Piece of the Action」など、他の作曲家の楽曲も収録されている。アルバムでは「青春の序曲 (I'm Falling)」や、「Wrong or Right」というユニークなアコースティックのオープニング曲がフィーチャーされている。ネヴィソンのプロデュース技術は、ウェイトのボーカリストとしての才能を引き出し、ブロックのドラム、ストッカーのギター・ワーク、コービーの楽器演奏能力を際立たせた。
バンドは、アンドレ・クラウチ・アンド・ザ・ディサイプルズの歌手であったリサ・フリーマン・ロバーツ、マーナ・マシューズ、パット・ヘンダーソンを含むザ・バベッツ（The Babettes）とともに、引き続き全米ツアーを成功させた。このアルバムはオーストラリアで2週間1位を獲得し、「愛の出発」がナンバー1・シングルとなった。
クリサリスのマネージメントとの論争の結果、バンドのオリジナル・マネージャーであるエイドリアン・ミラーが1977年に解雇された。そして、ウェイトとミラーの後を継いだルックアウト・マネージメントとの意見の相違から、コービーも1978年8月28日に解雇されることになる。
クリサリスはバンドをロン・ネヴィソンと組ませたが、ロックに重点を置くかバラードに重点を置くかで意見が合わなかった。その結果、アルバム『ヘッド・ファースト』はマリブのヒドン・バレー・ランチにあるレコード・プラントの24トラック・モバイルで、プレッシャーのかかる環境のなか録音された。コービーはより「プログレッシブ・ロック風」のアルバムを思い描いていたが、ウェイトはよりカントリー志向の素材へと向かっていた（アウトテイクの「Restless Heart」や「World In A Bottle」がその証拠である）。バンドは6週間で30万ドルを費やした。しかし、アルバムはクリサリスに拒否され、激怒したコービーは、それまで演奏したことも聞いたこともないような曲が収録されていることにショックを受けた。
コービーが解雇されてから2週間ほど経ち、残った3人はスタジオに戻って『ヘッド・ファースト』のリニューアルに取り組んだ。リリースは年末まで延期された。彼らは、シンプルな形で再レコーディングを行い、コービーの演奏はキーボードのみに抑え、堂々としたオープニング曲「Love Don’t Prove I’m Right」と、ジャック・コンラッドとレイ・ケネディによる、ゴスペルをバックにした本能的な「ときめきの彼方へ (Every Time I Think Of You)」を追加した。この曲は全米13位を獲得した。
機材マネージャーのレイ・シェリフは次のように述べている。

「マイケル（・コービー）が脱退した直後、バンドの残りのメンバーは代わりの人を探すオーディションを行った。実際、ジョナサン・ケインがマイクの後継者になったんだが、マイケルが脱退するまでは選ばれていなかったと思う。もう1人のミュージシャンはベースを弾くリッキー・フィリップスだった。ジョン、ウォーリー、トニーの話を聞く限り、この2人の後継者を選んだのはクリサリスではなく彼らだったと思う。また、この頃にルックアウト・マネジメントはバンドのマネージャーを辞めたんじゃないかな」。

このように、3枚目のアルバム『ヘッド・ファースト』のリリース後、2人のアメリカ人ミュージシャンがラインナップに加わった。キーボード/ギター/ボーカリストのジョナサン・ケインがコービーに代わり、ベーシストのリッキー・フィリップス（ナスティ・ハビット）が1978年晩秋に加入し、5人組のバンドとなった。この新しい5人組は、1978年12月31日にウィスキー・ア・ゴーゴーでデビューした。そして、この新しいラインナップは、1979年の冬から春にかけて、アリス・クーパーの前座としてツアーを行った。
バンドの4枚目のアルバム『ユニオン・ジャック』（1980年1月リリース）は、キース・オルセンがプロデュースし、よりパンチの効いたサウンドで、シングル「Back on My Feet Again」はトップ40に短期間ランクインした。また、『ユニオン・ジャック』にゲスト出演したアン・マリー・ルクレール（別名アン・ベルトゥッチ）は、1979年から1980年にかけてバンドのツアーにバック・シンガーとして参加した。
1980年の大規模なツアー中、ベイビーズは、ジョナサン・ケインがすぐ加入することになるバンド、ジャーニーの前座を務めた。そして、バンドの5枚目のアルバム『オン・ジ・エッヂ』が、1980年のツアー中に制作され、1980年10月にリリースされた。シングル「ウォーク・アウェイ」は、Hot 100で最高42位を記録した。
1980年12月9日（ジョン・レノンの殺害の翌日）のシンシナティ公演で、ジョン・ウェイトはアンコール中に熱狂的なファンによってステージから引きずり出され、膝に重傷を負った。ウェイトが松葉杖をついて演奏を試みたオハイオ州アクロンでのグループ最後の公演後、ツアーの残りの公演はキャンセルされ、ケインはジャーニーに移籍し、ウェイトはソロ活動を開始し、残りのメンバーはクリサリスに解雇され、1981年初頭に解散となった。バンドの解散の理由についてはメンバーそれぞれがさまざまな理由を挙げているが、アルバムやライブの質を考えると、バンドが当然の成功を収められなかったことに対する幻滅が一般的な理由となっているようだ。

### その後
ジョナサン・ケインは、ジャーニーがメインストリームで成功に近づいてきた時期にバンドへ加入した。ジョン・ウェイトはソロ・キャリアで成功を収め、1984年に2枚目のソロ・アルバム『ノー・ブレイクス』収録のチャス・サンドフォードとマーク・レナードによる「ミッシング・ユー」で全米1位を獲得した。ウェイトとケインは1980年代末にリッキー・フィリップスと再び組み、ハードロックとグラムロックを融合させたスーパーグループ、バッド・イングリッシュを結成し、1989年のセルフタイトル・アルバムからいくつかのヒット曲を出した。トニー・ブロックは長年にわたりロッド・スチュワートのドラムを担当し、ジミー・バーンズのドラムと共同プロデュース、キース・アーバンのプロデュースも手掛けた。ウォーリー・ストッカーはその後、ロッド・スチュワートのバンドでブロックに合流し、1980年代半ばにはエア・サプライに短期間参加、その後、1990年代にハンブル・パイの再結成バージョンで演奏した。フィリップスは2003年から2024年初頭まで20年以上にわたってスティクスで演奏した。
ベイビーズの元マネージャー、エイドリアン・ミラーは2006年12月10日に58歳で亡くなった。

### ベイビーズの再結成
2003年以降、ベイビーズの創始者マイケル・コービー（現在はスコットランド在住）は、自身、ジョン・ウェイト、トニー・ブロック、ウォーリー・ストッカーによるクラシック・ラインナップを再結成しようと試みた。しかし、他の3人が興味を示さなかったため、この試みは失敗に終わった。
2013年、ベイビーズは、オリジナル・メンバーのブロックとストッカー、そしてボーカルとベースを担当するアメリカ人のジョン・ビサハと、短期間在籍していたJ・P・セルヴォーニの後任となったアメリカ人のギタリスト、ジョーイ・サイクスという2人の新メンバーで再結成した。この新顔のベイビーズは、2013年夏、カリフォルニア州アグーラヒルズのキャニオンクラブでデビューし、新しいザ・バベッツとしてホリー・ビサハとエリサ・チャドボーンが参加した。
2014年6月、最新アルバム『アイル・ハヴ・サム・オブ・ザット!』がリリースされた。それ以来、グループは再結成を継続。キーボード奏者は、フランチェスコ・サグリエッティ（2013年-2015年、2016年-2018年）、エリック・ラグノ（2015年）、ブライアン・ジョンソン（2015年-2016年）、ルイス・ミドルトン（2018年-2019年）、ウォルター・アイノ（2019年-現在）と入れ替わり立ち替わりしながらも、毎年少なくとも数回はアメリカで公演を行っている。2022年から、シンガーのビサハはファイアフォールというバンドでも演奏している。

## メンバー

### 現在のメンバー
- ウォーリー・ストッカー (Wally Stocker) - リード・ギター (1975年-1981年、2013年- )
- トニー・ブロック (Tony Brock) - ドラム、ピアノ (1975年-1981年、2013年- )、ボーカル (1975年-1978年)
- ジョン・ビサハ (John Bisaha) - ベース、リードボーカル (2013年- )
- ジョーイ・サイクス (Joey Sykes) - リズム・ギター、バック・ボーカル (2013年- )

### ツアー・メンバー
- ホリー・ビサハ (Holly Bisaha) - バック・ボーカル (2013年- )
- エリサ・チャドボーン (Elisa Chadbourne) - バック・ボーカル (2013年- )
- フランチェスコ・サグリエッティ (Francesco Saglietti) - キーボード (2013年-2015年、2016年-2018年)
- エリック・ラグノ (Eric Ragno) - キーボード (2015年)
- ブライアン・ジョンソン (Brian Johnson) - キーボード (2015年-2016年)
- ルイス・ミドルトン (Louis Middleton) - キーボード (2018年–2019年)
- ウォルター・アイノ (Walter Ino) - キーボード (2019年– )

### 旧メンバー
- ジョン・ウェイト (John Waite) - リード・ボーカル (1975年–1981年)、ベース (1975年–1979年)
- マイケル・コービー (Michael Corby) - キーボード、リズム・ギター (1975年–1978年)
- マット・アーヴィング (Matt Irving) - ギター、ベース、キーボード、バック・ボーカル (1975年-1976年)
- ジョナサン・ケイン (Jonathan Cain) - キーボード、ボーカル (1979年–1980年)、リズム・ギター (1980年)
- リッキー・フィリップス (Ricky Phillips) - ベース、バック・ボーカル (1979年–1981年)
- J・P・セルヴォーニ (J. P. Cervoni) - リズム・ギター、バック・ボーカル (2013年)

## ディスコグラフィ

### スタジオ・アルバム
- 『ベイビーズ』 - The Babys (1976年、Chrysalis)
- 『ブロークン・ハート』 - Broken Heart (1977年、Chrysalis)
- 『ヘッド・ファースト』 - Head First (1978年、Chrysalis)
- 『ユニオン・ジャック』 - Union Jacks (1980年、Chrysalis)
- 『オン・ジ・エッヂ』 - On the Edge (1980年、Chrysalis)
- 『アイル・ハヴ・サム・オブ・ザット!』 - I'll Have Some of That! (2014年)

### ライブ・アルバム
- Valentine Baby (2001年、EMI)
- Live in America (2008年、Zoom) ※上記アルバムのリマスター再発

### コンピレーション・アルバム
- 『ベスト』 - Anthology (1981年、Chrysalis)
- 『シルヴァー・ドリーム - コンプリート・アルバムス1975-1980』 - Silver Dreams: Complete Albums 1975 - 1980 (2020年、HNE Recordings)

### シングル
| 年   | シングル曲名                                        | 全米 最高位 | 全英 最高位 | 収録アルバム名 |
| ---- | --------------------------------------------------- | ----------- | ----------- | -------------- |
| 1977 | 恋のチャンス - "If You've Got the Time"             | 88          | —           | The Babys      |
| 1977 | 愛の出発 イズント・イット・タイム - "Isn't It Time" | 13          | 45          | Broken Heart   |
| 1977 | 青春の序曲 - "I'm Falling"                          | —           | —           | Broken Heart   |
| 1978 | "Silver Dreams"                                     | 53          | —           | Broken Heart   |
| 1978 | ときめきの彼方へ - "Everytime I Think of You"       | 13          | —           | Head First     |
| 1979 | "Head First"                                        | 77          | —           | Head First     |
| 1979 | 愛を求めて - "Looking For Love"（日本限定）         | —           | —           | The Babys      |
| 1979 | "True Love True Confessions"                        | —           | —           | Union Jacks    |
| 1979 | "Back On My Feet Again"                             | 33          | —           | Union Jacks    |
| 1980 | "Midnight Rendezvous"                               | 72          | —           | Union Jacks    |
| 1980 | ウォーク・アウェイ - "Turn and Walk Away"           | 42          | —           | On the Edge    |